# Sybillina Biscossi
Sybillina Biscossi (ur. 1287 w Pawii; zm. 19 marca 1367) – błogosławiona Kościoła katolickiego.

## Życiorys
Sybillina urodziła się w 1287 r. w Pawii. Bardzo wcześnie została sierotą. Pracowała jako służąca. W wieku 12 lat straciła wzrok. Po tym zaczęła się gorliwie modlić do św. Dominika, prosząc o przywrócenie wzroku. Niestety nie doszło do tego, więc dziewczyna uznała, że taki jest jej los. 
Została tercjarką dominikańską. Umartwiała się w sposób skrajny. Poprosiła o zamurowanie jej w celi przy kościele dominikanów. Przeżyła 65 lat w rekluzji.
Jej kult zatwierdził Pius IX 17 sierpnia 1854 r.